# 강난구
강난구(한국어: 항남구, 중국어: 港南区, 병음: Gǎngnán Qū)는 중화인민공화국 광시 좡족 자치구 구이강시의 현급 행정구역이다. 넓이는 1225km2이고, 인구는 2007년 기준으로 640,000명이다.

## 행정 구역
1개 가도, 6개 진, 2개 향 등을 각각 관할한다.
- 가도: 江南街道.
- 진: 桥圩镇, 木格镇, 木梓镇, 湛江镇, 东津镇, 八塘镇.
- 향: 新塘乡, 瓦塘乡.